# 중국의 기후 변화
기후 변화는 중국의 경제, 사회, 그리고 환경에 중대한 영향을 미치고 있다. 중국은 이산화탄소 배출량이 가장 많은 국가로, 석탄에 중점을 둔 에너지 인프라를 통해 큰 영향을 미치고 있다. 다른 산업도 성장하는 건설 산업과 산업 제조와 같이 이산화탄소 배출에 크게 기여하고 있다. 그러나 다른 개발 도상 국가들과 마찬가지로 1인 기준 중국의 이산화탄소 배출량은 미국과 비교해 상당히 적다. 또한 고소득 국가들이 배출-intensive 산업을 중국으로 외주하는 현상이 있다는 점을 지적 받았다. 1751년부터 2017년까지 누적된 CO2 배출을 기반으로 중국은 전 세계의 13%를 차지하며 미국의 누적 배출량의 약 절반을 담당하고 있다.
중국은 농업, 산림 및 수자원에서 온난화의 영향을 받고 있으며, 이러한 부정적인 영향이 계속해서 증가할 것으로 예상된다. 중국 정부는 재생 에너지를 증가시키고 다른 탄소 감축 노력을 기울이는 몇 가지 조치를 취하고 있으며, "더 강력한 정책과 조치"를 채택하여 2030년 이전에 배출 정점을 찍고 2060년까지 탄소 중립을 달성하겠다고 선언했다. 중국의 온실 가스 배출은 아마도 2025년에 정점을 찍을 것이며, 2030년까지 2022년 수준으로 회귀할 것으로 예상된다. 그러나 여전히 기온이 3도 상승할 것으로 보인다.

## 자연 환경에 미치는 영향
중국은 온난화의 영향 일부를 겪었고 앞으로도 겪을 것으로 예상되며, 그 중에는 해수면 상승, 1850년 이후 빙하 후퇴, 공기 오염이 있다.

### 기온 및 기후 변화
또한 가뭄 및 홍수와 같은 기후 관련 재해가 증가하고 있으며, 그 규모는 계속 커지고 있다. 이러한 사건들은 발생할 때 생산성에 심각한 영향을 미치며, 또한 자연 환경과 인프라에 심각한 파급 효과를 초래한다. 이는 수십억 명의 생명을 위협하며 빈곤을 악화시킨다.

## 기후 변화 대응: 중국의 정책 및 조치

### 제4장: 양쪽이 이길 수 있는 결과를 위한 공정하고 합리적인 세계 기후 지배 체계 구축
중국 공산당 제18차 전국대표대회가 2012년에 개최된 이후 중국은 기후 변화에 대한 대응을 우선시했다.
2017년에 발표된 연구에 따르면, 1961년부터 2010년까지 500개 이상의 유인 기상 관측소에서 수집한 연속적이고 일관된 심한 날씨 보고서를 사용하여 중국 전역에서 심한 날씨 발생에 유의한 감소 추세가 나타났다. 1961년부터 2010년까지 동안 천둥번개, 우박 및 유해한 바람을 동반한 심한 날씨가 감소하여 전체 심한 날씨 날의 수가 약 50% 감소했다. 이 심한 날씨 발생의 감소는 동아시아 여름 몬순의 약화와 강력한 상관 관계가 있었다.
중국은 1951년부터 2017년까지 연평균 기온이 0.24 °C (0.43 °F)씩 증가하여 전 세계 평균을 초과했다. 중국의 평균 강수량은 2017년에 641.3 밀리미터 (25.25 in)로, 이전 연도의 평균 강수량보다 1.8% 더 많았다. 1990년부터 2016년까지 이산화탄소 농도는 연간 증가했다. 2016년에 완리관 관측소에서의 대기 이산화탄소, 메탄 및 이산화질소의 연간 평균 농도는 각각 404.4 ppm, 1907 ppb, 329.7 ppb로, 2016년의 글로벌 평균 농도보다 약간 높았다.

## 해수면 상승
해수면 상승은 1980년부터 2022년까지 연평균 3.5mm로 기록되었으며, 이는 세계 평균인 연평균 3.2mm와 비교된다.
2000년대에 중화인민공화국 과학기술부(MOST)가 발표한 중국 최초의 세계 기후변화 국가평가에 따르면 중국은 이미 기후변화의 환경 영향을 받고 있다. 표면 및 해양 온도 상승, 해수면 상승 등이 그 예시다. 특히 2011년 기준으로 중국의 티베트 고원의 온도 상승 속도는 다른 지역보다 4배 빠르다고 한다. 중국은 해안선이 매우 길고 밀집되어 있어 상하이, 톈진, 광저우 등 경제적으로 발전한 도시들의 해수면 상승은 경고 신호다. 중국의 연구에 따르면 해수면 1미터 상승은 중국 해안의 92,000 제곱 킬로미터를 침수시켜 6700만 명의 인구를 이재민으로 만들 것이라고 추정된다.
기후 변화로 인한 해수면 상승은 항구 기능을 손상시킬 위험성을 안고 있다. 해수면 상승은 중국의 해안 지역에 영향을 미치고 있다. 상하이와 같은 해안 도시는 해수면에서 3~5미터만 높아도 1800만 명의 주민이 위험하다. 홍콩의 빅토리아 항구의 해수면은 이미 지난 50년 동안 0.12미터 상승했다.

## 생태계
기후 변화는 중국 북서부의 숲 지대 한도와 해충 및 질병의 빈도를 증가시키고, 동결된 토양 지역을 줄이며 미래 기후 변화로 인해 생태계의 취약성이 증가할 수 있다. 1970년부터 2016년까지 작물 해충 및 질병의 발생 횟수는 4배 증가했다. 이 증가 중 22%는 기후 변화로 인한 것이다. 2100년까지 배출이 낮을 경우, 발생율이 243% 증가하고, 높을 경우에는 460% 증가할 것으로 예상된다. 중국은 세계에서 밀과 쌀의 최대 생산국이며, 옥수수 생산에서는 두 번째로 많은 생산국이다.

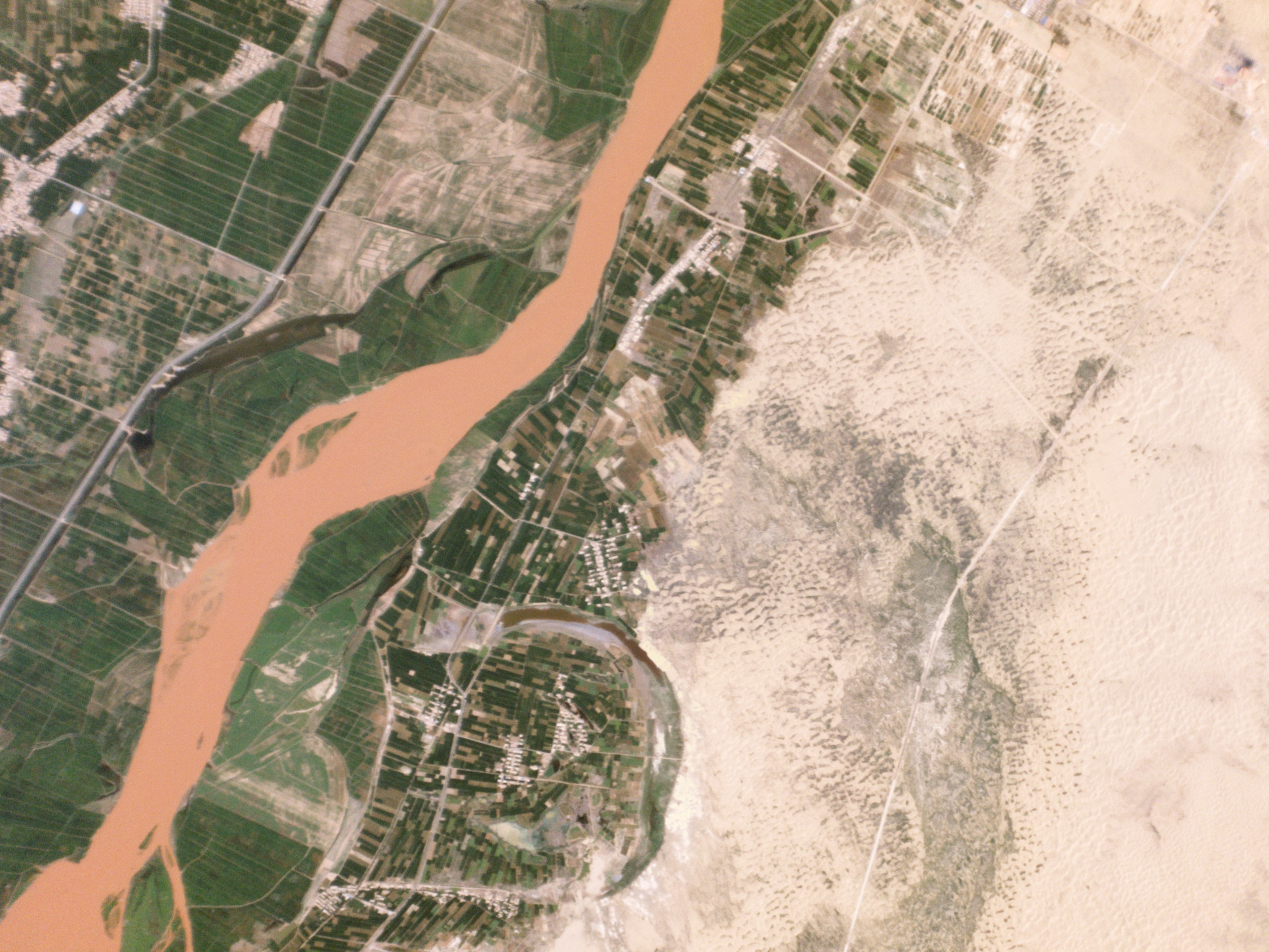
사막화 통제 프로젝트, 중국 닝샤

중국은 17,300종의 식물과 동물을 보유하고 있다. 이 가운데 667종은 척추동물이며, 고대의 식물과 동물도 포함되어 있다. 글로벌 온도 상승으로 인해 다음 세기에 20~30%의 종이 멸종할 것으로 예상된다.
중국의 1/4 이상이 사막에 의해 덮여있으며, 이는 사막화로 인해 증가하고 있다. 중국의 사막화는 농지, 생물 다양성 및 빈곤을 악화시킨다.

## 수자원
기후 변화로 인해 북 중국의 총 수자원은 감소하고, 남 중국의 수자원은 증가했다. 홍수, 가뭄 및 극한의 기상 사건이 더 많이 발생했다. 2001년의 대규모 가뭄으로 중국은 작물에서 64억 달러, "3300만 농촌 주민 및 2200만 가축"의 물 공급을 줄이는 결과를 초래했다. 중국의 수자원의 공간 및 시간 분포에 큰 영향을 미칠 것으로 예상되며, 극단적인 기상 사건과 자연 재해가 증가할 수 있다.
중국 북부 지역의 빙하가 녹으면 양자강 상류 지역에서 홍수가 발생한다. 이로 인해 토양과 경작지가 파괴된다. 빙하의 녹음으로 양자강 하류 지역의 물 양이 줄어들어 농업이 방해를 받기도 한다.
게다가 기후 변화는 중국의 수자원 불균형을 악화시킬 것으로 예상된다. 온도의 급격한 상승은 증발증배를 악화시켜 북부 지역의 농업 생산에 대한 물 부족의 위험을 증가시킬 것이다. 중국 남부 지역은 풍부한 강우를 가지고 있지만, 대부분의 물은 홍수로 인해 손실되고 있다. 중국 정부가 인구 증가의 문제를 직면하면서 국가의 경제 활동과 인구를 지원하기 위한 물 수요가 정부에 부담을 주게 될 것으로 보인다. 본질적으로 수 부족은 중국에게 큰 우려사항이다.
과다 어획과 상승하는 해양 온도는 남중국해의 산호초를 죽이고 있다. 이는 생물다양성을 감소시키며 중국의 어업 경제에 부정적인 영향을 미친다.

## 사람들에게 미치는 영향

2020~2021년 유럽투자은행 기후 조사에 참여한 중국, 미국 및 유럽 응답자 중 적어도 72%가 기후 변화가 일상 생활에 영향을 미쳤다고 진술했다.

### 건강 영향
기후 변화는 중국인들의 건강에 중요한 영향을 미치고 있다. 고온은 노인(65세 이상), 실외 근로자 또는 빈곤층과 같은 일부 그룹에게 건강 위험을 초래했다. 2019년에는 65세 이상인 각 사람이 평균 13일 동안 폭염을 견뎠으며, 2019년에는 26,800명이 폭염으로 사망했다. 미래에는 중국 남부 지역에서 1-2도 섭씨 증가하는 기온으로 인해 말라리아 전파의 확률이 39~140% 증가할 것으로 예상된다.

### 경제적 영향
IPCC 제6차 평가보고서에 따르면 온도가 계속 상승하면 가장 높은 금융 비용을 지불해야 할 국가는 중국이다다. 이로 인한 영향으로는 식량 불안전, 수 자원 부족, 특히 평균 해수면 상승보다 높은 해수면 상승으로 인한 해안 지역에서의 홍수, 그리고 더 강력한 태풍이 있다. 어느 시점에서는 국가의 일부 지역이 인간 및 다른 포유 동물이 더 이상 견딜 수 없는 상태의 젖은 온도를 6시간 이상 경험할 수 있다.

#### 농업
기후 변화로 인한 중국 농업에 부정적인 영향이 나타났다. 농업 생산 불안정성 증가, 고온과 가뭄으로 인한 심각한 피해, 초원에서의 생산량 및 품질 감소가 발생했다. 가까운 미래에 기후 변화는 밀, 쌀 및 옥수수의 생산량 감소를 유발하고 농업의 분포를 변경할 수 있다. 또한 중국은 대두 등의 제품에 대한 전 세계적인 수요로 인한 농업 문제에 직면하고 있다. 이러한 글로벌 수요는 바다를 건너 다른 국가에 영향을 미치고 있다. 지난 70년 동안 기후 변화는 주로 가뭄과 홍수를 유발하여 중국의 식량 안보를 심각하게 감소시켰다. 지난 20년 동안 홍수로 인해 쌀의 수확량이 8% 감소했다. 중국이 세계에서 가장 큰 식품 생산자 및 수입국 중 하나이기 때문에 중국 농업 부문에서 발생하는 일은 즉각적으로 전 세계 식량 시스템에 영향을 미친다. 중국은 더 적은 강수량이 있는 지역으로 농업 지역을 확장하여 물을 공급하기 위해 농업용 관개 시스템을 사용하여 곡물 자급자족을 증가시켰다. 그러나 이제 그러한 지역은 물 부족으로 위험에 처해 있을 뿐 아라 관개 시스템은 많은 지역에서 지하수 고갈을 초래하고 있다. 중국 정부는 식품 낭비 감소, 국제 협력 증진과 같은 다양한 수단을 통해 이 문제에 대응하려고 노력하고 있다. 그러나 일부 조치는 석탄에서 생산된 비료를 더 많이 사용하는 것과 같이 문제를 악화시킬 수 있다.

#### 어업 산업
과도한 어업, 오염, 지구 온난화 및 해양의 pH 변화로 인해 남중국해는 해양 생물 다양성이 부족한 상황이다. 역사적으로 중국은 세계에서 가장 큰 양식 어업 및 수산 생산국으로 어업 시장이 중국 경제의 중요한 부분이었다.<nowiki> 환경 영향으로 남중국해의 산호초는 죽고 있으며 남중국해의 해양 생물량이 감소하고 있다. 어업은 한때 어업 시장으로 가져온 어획량을 잡을 수 없게 되어 경제 부분에서 손실이 발생한다. 중국의 어업 양이 지속 불가능하다면 이 산업은 사라질 것이다.

## 완화 조치
일반적으로 중국의 기후 정책은 "약속을 최소화하여 과제를 해결할 수 있도록 하는 것"이다. 중국은 2도 이상의 온도 상승을 방지할 수 없는 낮은 기후 목표를 설정하지만, 대부분 이러한 목표를 달성하며 심지어 초과하기도 한다. 중국은 2030년 이전에 탄소 배출을 정점에 이르게 하고 2060년까지 탄소 중립이 되는 것이 목표다. 중국의 최고 지도자는 해외에 위치한 석탄 발전소에 대한 자금 지원을 중단할 것이라고 선언했다. 중국은 파리 협정에서의 15개 기후 목표 중 9개를 예정보다 먼저 달성했다. 중국의 기후 정책은 다른 국가들의 높은 기후 비전과 미국과의 더 나은 협력으로 더욱 효과적으로 변할 수 있다. 2022년 3월 중국은 "전 세계적인 에너지 부족과 경기 침체 우려가 커지는 가운데" 화석 연료 생산을 증가시켰다.
2022년 기준 중국의 주요 기후 목표:
-2030년 이전에 이산화탄소 (CO2) 배출 정점화.
-2060년 이전에 순 이산화탄소 배출 달성.
2021년의 계산에 따르면 세계가 2도 이상의 온도 상승을 피하기 위해 50%의 확률을 얻으려면 중국은 기후 약정을 7% 증가시켜야 한다.:Table 1 95%의 확률로 유지하기 위해서는 약정을 24% 증가시켜야 하며 1.5도 미만으로 유지하기 위해서는 약정을 41% 증가시켜야 한다.

## 기후 목표
2022년 중국은 14차 5개년 계획에서 기후 목표를 발표했다.
이 목표는 다음과 같다:
-경제의 에너지 강도를 13.5% 감소시키기
-경제의 이산화탄소 (CO2) 강도를 18% 감소시키기
-비화석 에너지의 비중을 약 20%로 높이기
이러한 세 가지 목표는 2025년까지 달성되어야 한다. 2022년 초에 정부 지원 연구에 따르면 중국은 개발 모델을 변경한다면 2027년에 12.2Gt에서 CO2 배출이 정점을 찍을 것이고 2060년 이전에 순 이산화탄소 배출을 달성할 것이다.

### 재생 에너지

유리 패널의 가격 하락과 유리한 정책에 힘입어 꾸준히 성장한 태양광 발전을 펼치는 중국이 2024년까지 신규 세계 태양광 발전 프로젝트의 50%를 차지할 것으로 예상된다.

### 에너지 효율
2011년 세계 자원 연구소(WRI)가 주최한 프로젝트에서 작성한 보고서에 따르면, 중국은 11차 다섯 개년 계획(2005년부터 2010년) 동안 에너지 강도 악화에 대응하여 2002년부터 2005년까지의 에너지 강도 개선 목표를 20%로 설정했다. 해당 보고서에 따르면 이 목표는 달성되거나 거의 달성된 것으로 판단된다. 다음 다섯 개년 계획에서는 에너지 강도를 16% 개선하는 목표를 세웠다. 2022년에는 중국이 14차 다섯 개년 계획(2021년부터 2025년)에 에너지 소비를 2025년까지 2020년 대비로 GDP 단위당 13.5% 감소시킨다고 발표했다. 이 계획은 경제의 17가지 다양한 부문을 고려한다. 일부 부문에서는 2025년까지 충족해야 하는 기준을 충족하지 못할 가능성이 20%에서 40%다. 이 정책은 목표를 달성할 수 있는 대기업들에게 혜택을 제공할 것으로 예상된다.

### 정책 및 법률
중국의 여러 지방에서는 기후 변화 대응을 위한 배출 감축 및 에너지 절약을 목표로 하는 다양한 프로젝트가 진행되고 있으며, 이는 기후 변화에 대응하는 큰 한걸음이다. 베이징은 전통적인 전구를 에너지 효율 전구로 교체하는 것을 개발 중이다. Rizhao 및 Dezhou와 같은 지방에서는 건물 난방 시스템에서 태양 에너지를 홍보하고 있다. 또한 Qinghua 대학교는 저탄소 도시 개발을 주도하고 있다. 현재 도시는 Qinghua 대학교와 협력하여 신재생 에너지를 산업과 가정에 도입하여 도시 환경을 개선하고 있다. 360여 개 이상의 중국 도시에서는 도킹되지 않은 자전거 공유 시스템이 운영되어 하루 평균 4700만 킬로미터를 이동하는 거의 2000만 대의 자전거를 배치하고 있다. 세계 자원 연구소의 보고서에 따르면 도킹되지 않은 자전거 공유 시스템은 중국의 온실 가스 배출을 연간 480만 톤의 CO2로 감소시켰다.
2008년경까지 기후 변화는 중국에서 우선순위가 아니었지만, 이 문제가 화두에 오르며 중요성이 높아졌다. 중국의 국가 사무는 중앙 시스템으로 운영되며, 연방 시스템이 아니다. 예를 들어 중앙 정부가 결정을 내리고 지방 정부가 이를 이행한다. 결과적으로 지방 정부는 중앙 정부에서의 성과 측정과 제약을 받는다. 기후 변화와 같은 환경 문제를 해결하려면 자금, 자원 및 시간에 대한 장기 투자가 필요하다. 이러한 노력들이 지방 정부의 경제 성장에 해를 끼칠 것으로 우려되며, 특히 지방 정부의 임원들에게는 중요한 문제다. 이러한 점이 지방 정부가 이 문제에 대해 참여할 수 없는 이유다. 도시에서의 홍수 문제는 빗물을 수집하고 재활용함으로써 해결되고 있다. 2013년에 중국은 기후 변화 적응을 위한 국가 전략을 발표하고 취약성 감소, 감시 강화 및 대중 인식 제고의 목표를 설정했다. 산림, 기상 관리, 인프라 및 위험 계획 적응에 노력을 기울였다.
기술 및 경제의 발전은 중국이 기후 변화에 대처하는 데 중요한 영향을 미친다. 2011년 연무 문제에 직면한 후, 중국 정부는 석탄 소비 증가를 줄이는 것을 통해 대기 질을 개선하기 위한 포괄적인 전략을 시작했다. 그러나 중국이 주요 참가국 중 하나로 참여한 무역 전쟁은 2018년, 철강 및 시멘트와 같은 공해 산업의 통제를 상실한 결과를 가져왔다. 다행히도 약 70개의 다국적 및 지역 브랜드가 중국의 The Institute of Public & Environmental Affairs (IPE)의 모니터링 데이터를 시행하여 거의 8,000개의 공급업체가 규정 위반에 접근하도록 촉진했다.

#### 파리 협정
파리 협정은 법적으로 구속력 있는 국제협정이다. 파리 협정의 주요 목표는 산업시대 이전 수준과 비교하여 지구 온난화를 1.5도 섭씨 이하로 제한하는 것이다. NDC는 각 국가에 맞추어진 기후 변화와 싸우기 위한 계획으로, 다가오는 다섯 년 동안 특정 목표와 목표를 개요화했기에 기후 변화의 효과를 완화하는 데 도움이 된다. 협정의 각 당사자는 자체 역사적 기후 기록 및 국가의 상황을 기반으로 다르게 설정되며, 각 국가의 모든 목표는 그들의 NDC에 명시되어 있다.
중국은 현재 유엔 기후 변화 협약 및 파리 협정의 회원국이다. 이 협정의 일환으로 중국은 2016년 NDC에 동의했다.
파리 협정에 따른 중국의 기후 변화 및 온실 가스 배출에 대한 NDC 목표는 다음과 같다:
-2030년 경에 이산화탄소 배출 정점.
-2005년과 비교하여 총생산내수총생산 내 이산화탄소 배출을 60%에서 65% 감소.
-2005년 기준으로 숲 재고량을 대략 45억 세제미터 증가.
중국의 NDC에는 2014년까지 달성된 목록이 포함되어 있다: 기후 변화에 대한 적극적인 접근 (예: 주요 지역을 효과적으로 방어하기 위한 메커니즘 강화).

##### 진전
기후 행동 추적기(CAT)는 정부 기후 행동을 추적하고 전 세계적으로 합의된 파리 협정에 따라 측정하는 독립적인 과학적 분석이다. 기후 행동 추적기는 중국의 행동을 "매우 부족"하다고 평가했다.

### 친환경 도시
중국 정부는 빠른 도시화와 산업화로 인한 온실 가스 배출 증가에 대응하기 위한 정책 수단으로 중국 내 친환경 도시(Eco-Cities)를 전략적으로 제시했다. 이러한 프로젝트들은 전국적으로 대규모 친환경 도시를 건설하기 위해 녹색 기술과 지속 가능한 인프라를 결합하려는 것이다. 정부는 도시들에게 Eco-City 건설을 진행하도록 유도하기 위해 세 가지 프로그램을 시작했으며, 수백 개 도시가 Eco-City 개발 계획을 발표하도록 장려했다.

### 국제 협력

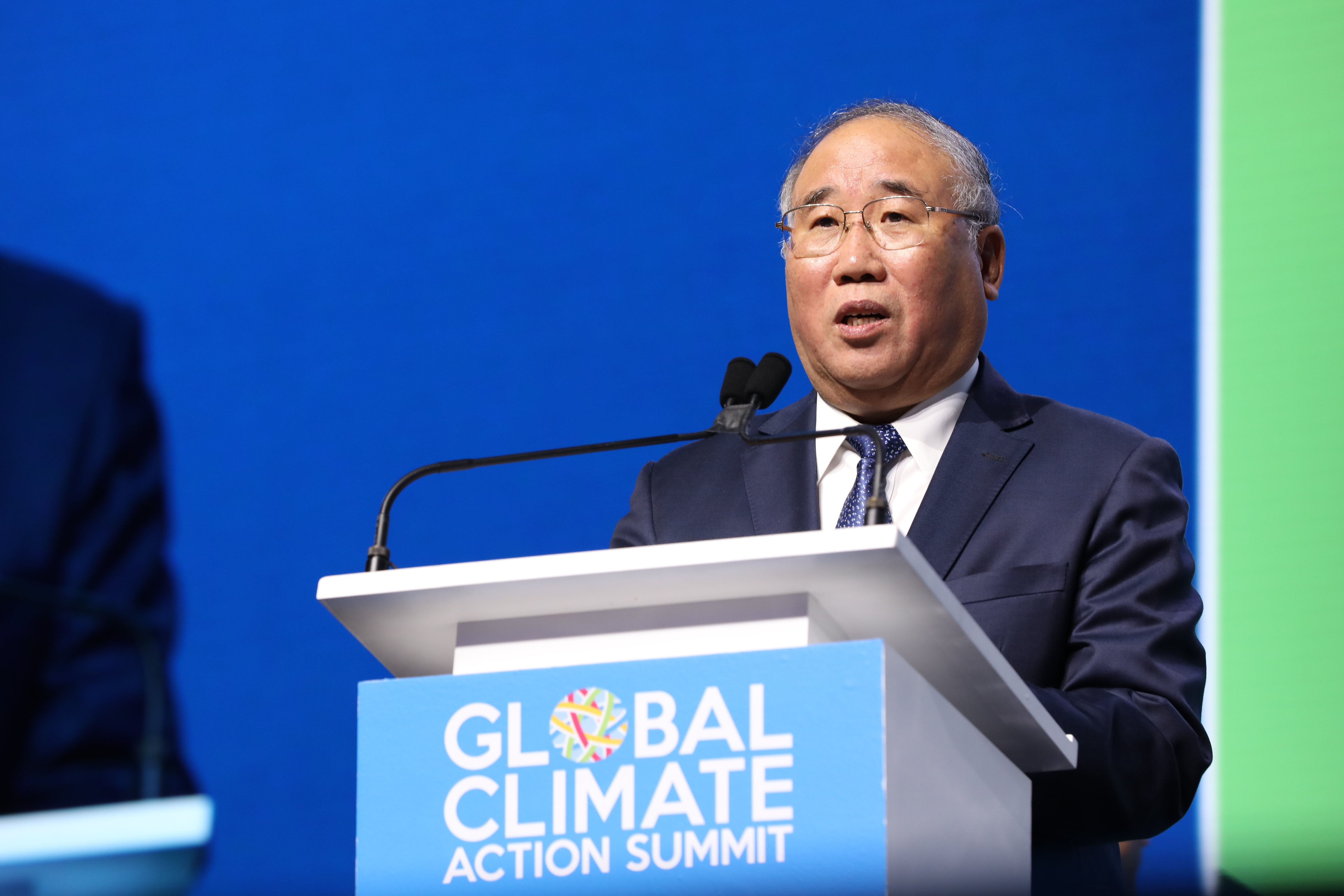
시에 젠화, 중국 기후 변화 대책 특별 대표, 2018년 세계 기후 행동 정상회의에서 연설 중.

중국 정부의 기후 변화에 대한 입장, 특히 중국의 기후 변화 대응에서의 역할에 대한 입장은 최근 몇 년 동안 크게 변화했다. 역사적으로 기후 변화는 주로 발전된 국가들에 의해 만들어진 문제로 여겨졌으며 주로 해결해야 할 문제로 여겨왔다. 2015년에는 중국이 "같지만 다른 책임" 원칙을 지원한다고 밝히면서, 중국은 아직 발전 중인 나라이기 때문에 영향력과 배출량을 줄이는 능력이 선진 국가에 비해 상대적으로 낮다고 주장했다.
2012년에 중국은 세계적 수준의 연구를 개발하기 위한 노력의 일환으로 중국 기후 변화 전략 및 국제 협력 국가 센터(National Center for Climate Change Strategy and International Cooperation)를 설립했다.(p. 105) 중국 기후 변화 전략 국가 센터는 에너지 연구소와 마찬가지로 정기적으로 국제 연구 기관 및 시민 연구소와 협력하고 있다.(p. 105) 2018년에 중국 정부는 미국이 2017년에 철회한 이후에도 국가들이 파리 협정을 계속해서 지원하도록 촉구했다. 2020년에 시진핑은 뉴욕에서 열린 UN 총회에서 "더 강력한 정책과 조치를 채택"하여 2060년까지 세계 기후 변화에 기여를 중단하고 탄소 중립성을 달성하겠다고 발표했다. 국제적으로나 중화인민공화국 내에서, 중국이 기후 변화 완화를 위한 경제적 책임에 대한 논쟁이 계속되고 있다. 중국이 글로벌 온난화를 2도 미만으로 유지하는 데 중대한 역할을 해야 하며, 이를 달성하기 위해서는 중국의 배출의 대부분을 차지하는 중국의 석탄 에너지 사용을 급격히 줄여야 한다는 주장이 제기되었다. 이에 대한 일부 대응으로 중화인민공화국 공산당 총서기 시진핑은 중국이 2026년부터 석탄 사용을 "점진적으로 줄일 것"이라고 밝히고, 해외에서는 새로운 석탄 발전 프로젝트를 건설하지 않을 것이라고 발표했다. 그러나 일부 정부와 활동가들은 이러한 계획이 충분하지 않다고 주장하고 있다.

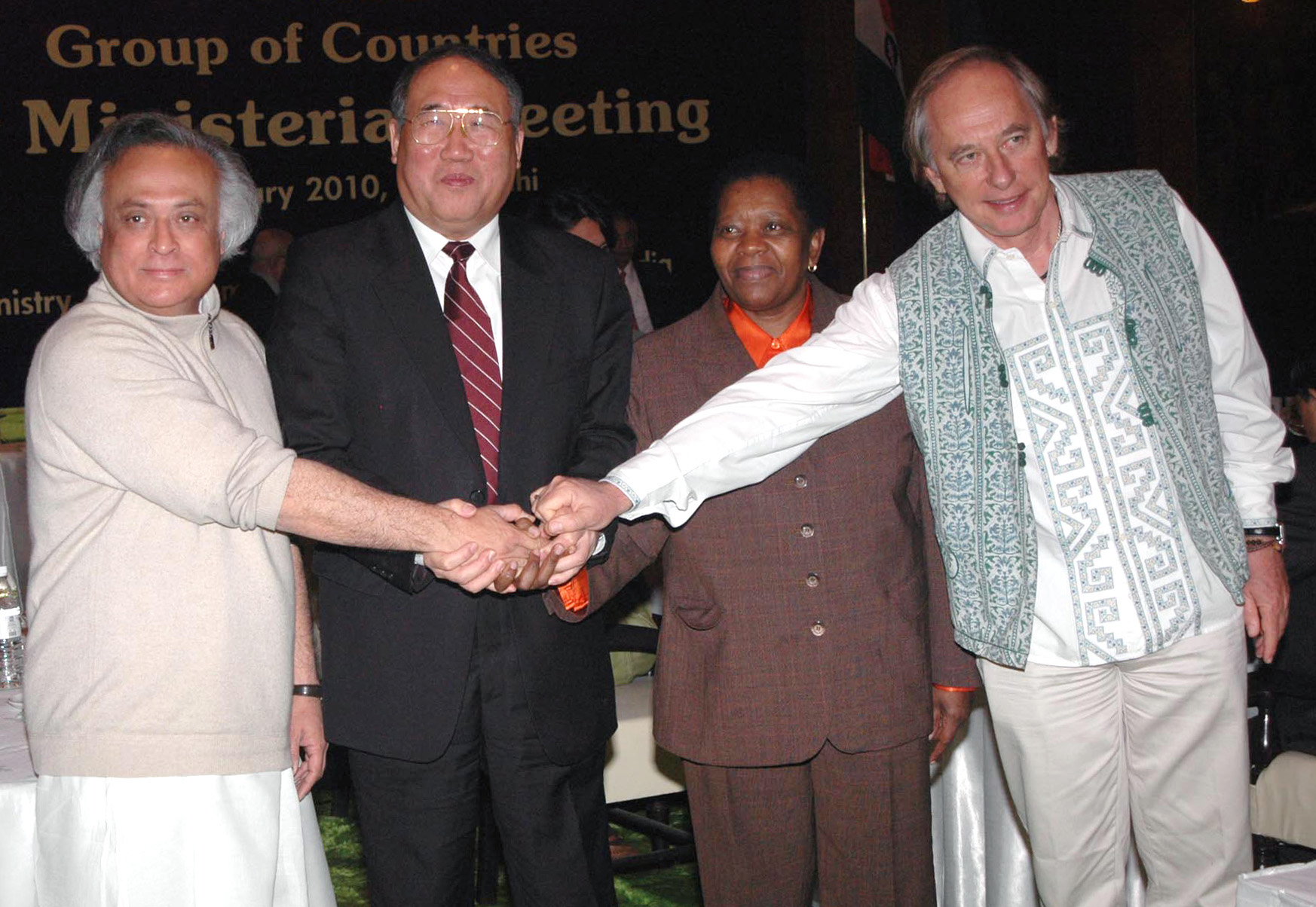
기후 변화를 놓고 COP15 정상회의 이후에 중국을 포함한 BASIC 국가의 환경 장관들이 2010년에 회담하는 모습.

중화인민공화국은 기후 변화 협상 및 기타 다자간 환경 협상에서 활발하게 참여하고 있으며 환경적 도전에 진지하게 대처하고 있다고 주장하지만, 발전된 국가가 개발도상국에 대해 더 많은 지원을 하도록 촉구하고 있다.
그러나 벨트 앤 로드 이니셔티브는 다른 국가에서 석탄 화력 발전소(예: 터키의 엠바 후누틀루 발전소)를 건설하고 있어 다른 국가의 온실 가스 배출을 늘리고 있다.
중화인민공화국은 기후 변화와 관련하여 국제적으로 유엔 기후변화 협약의 일부이자 BASIC 국가 동맹의 일원이다. 이 동맹은 중화인민공화국, 브라질, 남아프리카, 인도와의 협력을 통한 국제적인 약속이다. BASIC 동맹은 2060년 이전에 탄소 중립(Carbon Net-Zero)이 되고, 유엔 기후변화 협약에서 목표로 하는 산업혁명 전 수준에서의 1.5도 섭씨까지 온실가스 배출 감축을 도울 것을 국제적으로 약속하고 있다. 2021년, 유엔 총회에서 중국의 시진핑 지도자는 중국이 해외에서의 석탄화력 발전소에 더 이상 자금을 지원하지 않을 것이라고 밝혔다. 또한, 중국은 2060년까지 탄소 중립을 달성할 것을 재확인했다.
2022년에는 중국과 미국 간의 기후 문제에 대한 협력이 상당히 개선되었다. 두 나라는 "빠르게 온실 가스 배출을 줄이기 위해 양국에서 협력할 그룹"을 만들었다. 존 캐리는 미국의 기술적 지원과 중국의 정보적 지원이 가능할 것이라고 언급했다.
2023년 7월에는 존 캐리가 중국을 방문하여 기후 협력을 선도하기 위한 것이었다. 방문의 주요 성과로는 "메탄 감축 약정, 중국의 석탄 의존도 감소, 중국의 태양 전지 및 배터리 구성품에 대한 무역 제한에 대한 중국의 반대, 그리고 기후 금융" 분야에서 일부 진전이 있다. 이는 협력에 대한 현재의 여러 어려움에도 불구하고 얻은 것들이다. 2023년 7월, 중국과 유럽 연합은 제4차 EU-중국 고위급 환경 및 기후 대화를 개최하며 기후 변화, 생물다양성 감소 및 오염 방지를 위한 협력을 지속한다고 선언했다. 양측은 2023 연합국 기후변화 대회의 성공을 보장하고, 쿤밍-몬트리올 세계 생물다양성 프레임워크를 실행하며, 고해도서약을 진전시키고, 물 정책 협력을 강화하며, 2024년까지 플라스틱 오염에 대한 전 세계적인 합의를 이루기로 합의했다. 양측은 원형 경제를 지원하기로도 합의했다.

## 적응

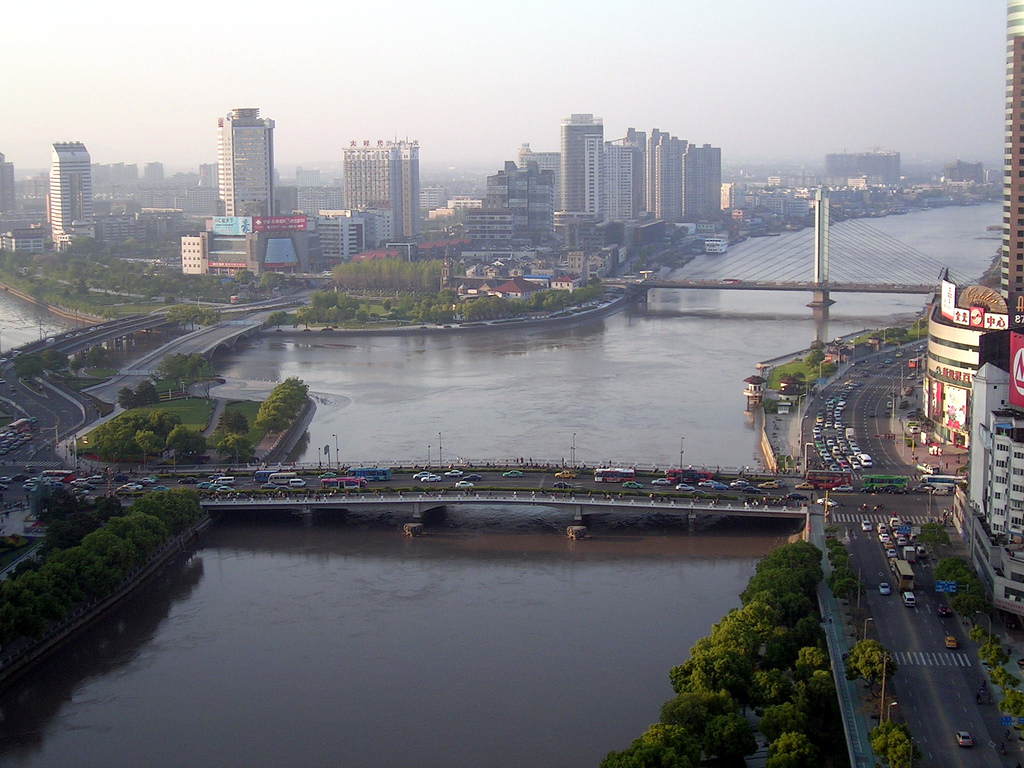
위의 사진은 중국 닝보의 세 강이 합류하는 장면이다. 이 나라는 미래에 강화될 예측된 강우로 인한 홍수와 싸우기 위한 중요한 조치를 취하고 있다.

중국은 1950년대 이후 홍수 발생 빈도가 7배 증가한 경향을 보이고 있으며, 각 10년마다 증가하고 있다. 서부 및 남부 지역에서 극심한 강우 빈도가 증가하고 있으며, 미래에도 계속 증가할 것으로 예상된다. 중국은 현재 이러한 홍수의 위협을 줄이기 위한 노력을 기울이고 있으며, 주로 수위를 추적하고 유지하는 기반 인프라를 개선하는 데 중점을 두고 있다. 그럼에도 불구하고 중국은 물 할당 및 절약 기술을 확장하고 있다. 중국의 국가 기후 변화 정책 프로그램에는 기후 변화의 영향을 견딜 수 있는 능력을 강화하고 기후 변화에 대한 대중 인식을 높이기 위한 목표가 명시되어 있다. 중국의 국가 기후 변화 정책은 기후 변화 정책을 국가 발전 전략에 통합할 것이라고 명시되어 있다. 중국에서는 이 국가 정책이 "경제와 사회 발전을 위한 5개년 계획"의 형태로 나타난다. 중국의 5개년 계획은 중국의 발전을 위한 전략적인 로드맵 역할을 한다. 5개년 계획에 명시된 목표는 정부 관리자가 해당 목표를 달성하기 위해 책임을 져야 한다는 의무가 있다.
중국의 Great Green Wall은 기후 변화와의 싸움을 목표로 하는 주요 나무 심기 계획이다.

## 사회와 문화

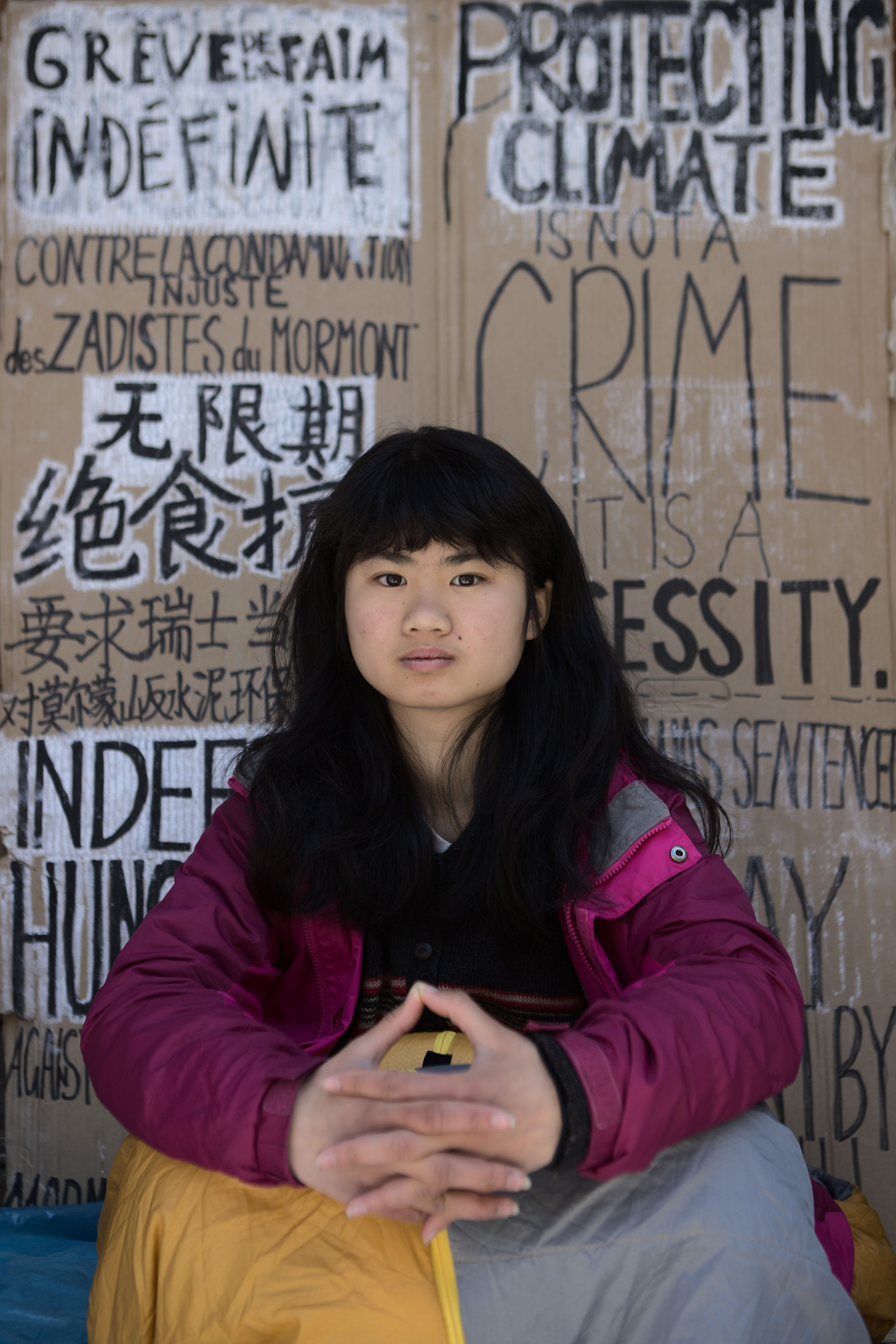
Howey Ou, 중국의 기후 활동가.

### 대중 의견
2017년 중국 기후 변화 의사소통 프로그램이 실시한 연구에 따르면, 인터뷰 대상자의 94%가 파리 협정 이행을 지지하고, 96.8%가 세계적 기후 변화에 대한 국제 협력을 지지했으며, 인터뷰 대상자의 70% 이상이 환경 친화적 제품을 구매할 의향이 있었다. 98.7%가 학교에서 기후 변화 교육을 실시하기를 지지했다. 응답자들은 기후 변화로 인한 대기 오염에 가장 우려를 드러냈다. 이 조사는 4025개의 샘플을 포함한다.
이 조사는 중국 시민들이 기후 변화를 경험하고 그것이 인간 활동에 의한 것이라고 동의했다는 점을 입증했다. 또한 대부분의 중국 시민들은 기후 변화에 대한 개인적인 행동이 도움이 될 수 있다고 믿지만, 여전히 정부가 기후 변화에 대한 가장 책임 있는 주체로 여겨진다. 정부가 조치를 취한다면 재정 및 세무 정책이 잠재적으로 효과적일 것으로 보인다.

### 활동

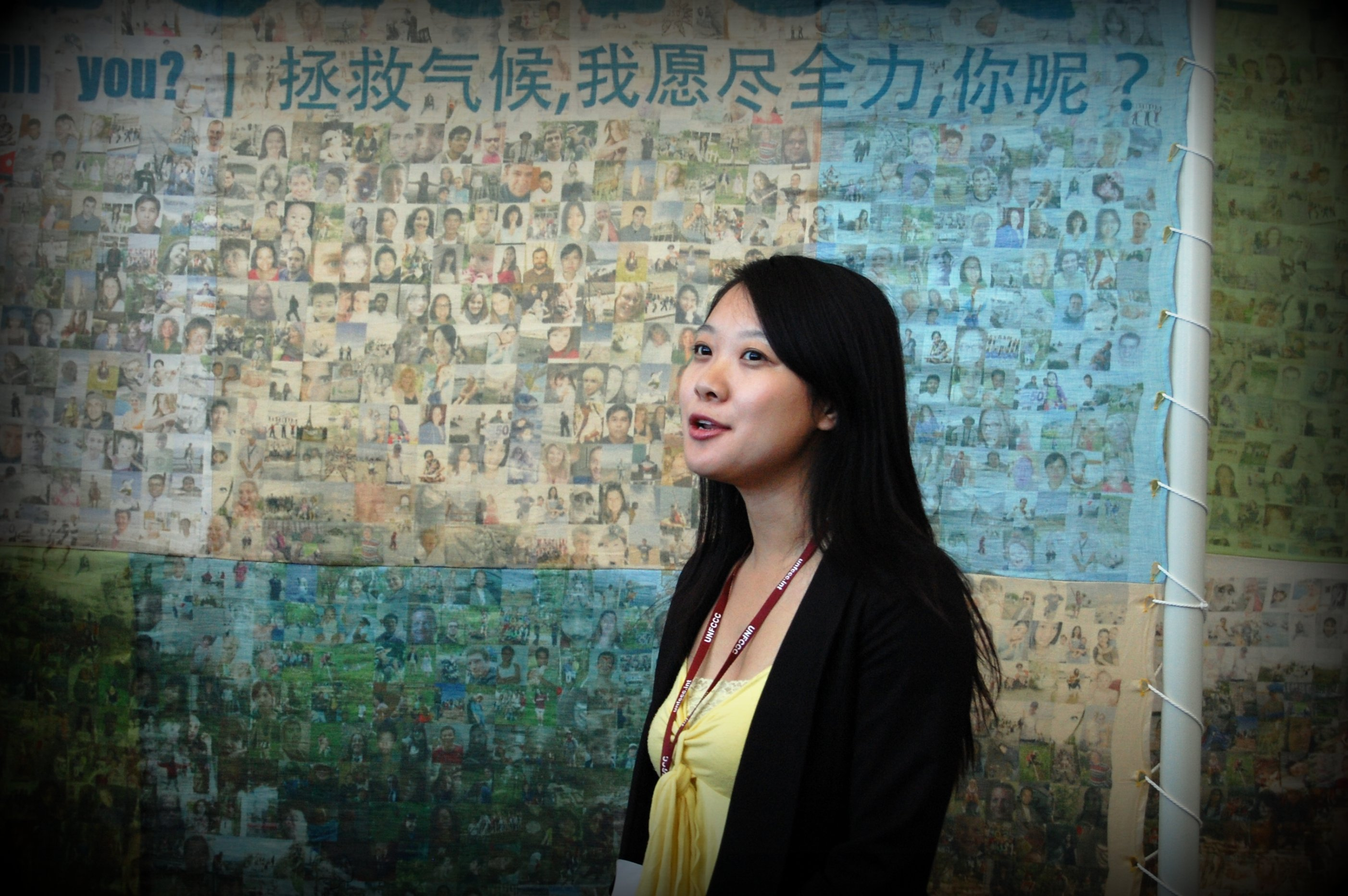
"Great Climate Wall of China", 기후 변화에 대한 행동을 촉구하는 중국 시민들의 초상화를 특징으로 하는 설치 작품.

2019년, 활동가 Howey Ou는 구린에서 국내 최초의 기후를 위한 학교 총파업|기후를 위한 학교 총파업을 개최했다. 정부와 관련된 기관인 중국 청소년 기후 행동 네트워크 등도 해당 문제와 관련된 교육 및 대중 인식 활동을 전파했다.

## 같이 보기
- 녹색 성장